# Xã Caddo Gap, Quận Montgomery, Arkansas
Xã Caddo Gap (tiếng Anh: Caddo Gap Township) là một xã thuộc quận Montgomery, tiểu bang Arkansas, Hoa Kỳ. Năm 2010, dân số của xã này là 872 người.